# هانز (قبيلة)
قبيلة هانز (بالهندية: हंस गोत्र) هو لقب واسم عائلة هندي بنجابي وهندوسي وسيخي، ويرجع أصله إلى جذور اللغة السنسكريتية والتي تعني الأوزة أو البجعة. استخدم كاسم قبيلة من قبل شعوب أرورا والزط والتشورى (يُعرفون أيضًا بـالفالميكي) وطبقات الميراسي.